# Журавлёв, Андрей Николаевич
Андре́й Никола́евич Журавлёв (25 декабря 1963, Усть-Воя, Коми АССР) — советский и российский шахматный композитор. Чемпион России по шахматной композиции (2015), мастер спорта России, тренер-преподаватель. Председатель (2014—2017) комиссии по шахматной композиции Шахматной федерации Центрального федерального округа России.
Автор более 300 шахматных этюдов и задач разных жанров, из них бо́льшая часть отмечена отличиями. В соревнованиях завоевал около 100 призов и призовых мест, из которых около 30 первых. Рейтинг в Альбомах ФИДЕ на 24 августа 2023 года — 24,08 балла. В шахматной композиции есть тема, названная его именем.
Обладатель 2-го в мире рейтинга WFCC среди решателей шахматных композиций в периоды 01.04.2016—01.01.2018, 01.10.2018—01.10.2019 и 01.04.2020—01.01.2022. Был 3-м в рейтинг-листах решателей 01.04.2018, 01.07.2018, 01.01.2020, 01.04.2022—01.07.2023. 

## Звания и награды
Чемпион России 2015 года по решению шахматных композиций; бронзовый призёр чемпионата России 1995—1997 по составлению шахматных композиций. Мастер спорта России (2015). Многократный призёр чемпионатов России по составлению шахматных композиций в составе команды Тульской области, неоднократный победитель различных разделов этих соревнований. Мастер ФИДЕ по шахматной композиции (2006).

## Композиции
|   | a | b | c | d | e | f | g | h |   |
| - | --- | --- | --- | --- | --- | --- | --- | --- | - |
| 8 | c8 чёрная ладья · f8 чёрный слон · g8 чёрная ладья · d7 чёрный слон · h7 чёрная пешка · b6 чёрная пешка · e5 белый ферзь · b4 чёрный король · c4 белая пешка · f4 белый конь · g4 белая ладья · a3 белая ладья · d3 белый слон · b2 белая пешка · e2 чёрная пешка · h2 белый король | c8 чёрная ладья · f8 чёрный слон · g8 чёрная ладья · d7 чёрный слон · h7 чёрная пешка · b6 чёрная пешка · e5 белый ферзь · b4 чёрный король · c4 белая пешка · f4 белый конь · g4 белая ладья · a3 белая ладья · d3 белый слон · b2 белая пешка · e2 чёрная пешка · h2 белый король | c8 чёрная ладья · f8 чёрный слон · g8 чёрная ладья · d7 чёрный слон · h7 чёрная пешка · b6 чёрная пешка · e5 белый ферзь · b4 чёрный король · c4 белая пешка · f4 белый конь · g4 белая ладья · a3 белая ладья · d3 белый слон · b2 белая пешка · e2 чёрная пешка · h2 белый король | c8 чёрная ладья · f8 чёрный слон · g8 чёрная ладья · d7 чёрный слон · h7 чёрная пешка · b6 чёрная пешка · e5 белый ферзь · b4 чёрный король · c4 белая пешка · f4 белый конь · g4 белая ладья · a3 белая ладья · d3 белый слон · b2 белая пешка · e2 чёрная пешка · h2 белый король | c8 чёрная ладья · f8 чёрный слон · g8 чёрная ладья · d7 чёрный слон · h7 чёрная пешка · b6 чёрная пешка · e5 белый ферзь · b4 чёрный король · c4 белая пешка · f4 белый конь · g4 белая ладья · a3 белая ладья · d3 белый слон · b2 белая пешка · e2 чёрная пешка · h2 белый король | c8 чёрная ладья · f8 чёрный слон · g8 чёрная ладья · d7 чёрный слон · h7 чёрная пешка · b6 чёрная пешка · e5 белый ферзь · b4 чёрный король · c4 белая пешка · f4 белый конь · g4 белая ладья · a3 белая ладья · d3 белый слон · b2 белая пешка · e2 чёрная пешка · h2 белый король | c8 чёрная ладья · f8 чёрный слон · g8 чёрная ладья · d7 чёрный слон · h7 чёрная пешка · b6 чёрная пешка · e5 белый ферзь · b4 чёрный король · c4 белая пешка · f4 белый конь · g4 белая ладья · a3 белая ладья · d3 белый слон · b2 белая пешка · e2 чёрная пешка · h2 белый король | c8 чёрная ладья · f8 чёрный слон · g8 чёрная ладья · d7 чёрный слон · h7 чёрная пешка · b6 чёрная пешка · e5 белый ферзь · b4 чёрный король · c4 белая пешка · f4 белый конь · g4 белая ладья · a3 белая ладья · d3 белый слон · b2 белая пешка · e2 чёрная пешка · h2 белый король | 8 |
| 7 | c8 чёрная ладья · f8 чёрный слон · g8 чёрная ладья · d7 чёрный слон · h7 чёрная пешка · b6 чёрная пешка · e5 белый ферзь · b4 чёрный король · c4 белая пешка · f4 белый конь · g4 белая ладья · a3 белая ладья · d3 белый слон · b2 белая пешка · e2 чёрная пешка · h2 белый король | c8 чёрная ладья · f8 чёрный слон · g8 чёрная ладья · d7 чёрный слон · h7 чёрная пешка · b6 чёрная пешка · e5 белый ферзь · b4 чёрный король · c4 белая пешка · f4 белый конь · g4 белая ладья · a3 белая ладья · d3 белый слон · b2 белая пешка · e2 чёрная пешка · h2 белый король | c8 чёрная ладья · f8 чёрный слон · g8 чёрная ладья · d7 чёрный слон · h7 чёрная пешка · b6 чёрная пешка · e5 белый ферзь · b4 чёрный король · c4 белая пешка · f4 белый конь · g4 белая ладья · a3 белая ладья · d3 белый слон · b2 белая пешка · e2 чёрная пешка · h2 белый король | c8 чёрная ладья · f8 чёрный слон · g8 чёрная ладья · d7 чёрный слон · h7 чёрная пешка · b6 чёрная пешка · e5 белый ферзь · b4 чёрный король · c4 белая пешка · f4 белый конь · g4 белая ладья · a3 белая ладья · d3 белый слон · b2 белая пешка · e2 чёрная пешка · h2 белый король | c8 чёрная ладья · f8 чёрный слон · g8 чёрная ладья · d7 чёрный слон · h7 чёрная пешка · b6 чёрная пешка · e5 белый ферзь · b4 чёрный король · c4 белая пешка · f4 белый конь · g4 белая ладья · a3 белая ладья · d3 белый слон · b2 белая пешка · e2 чёрная пешка · h2 белый король | c8 чёрная ладья · f8 чёрный слон · g8 чёрная ладья · d7 чёрный слон · h7 чёрная пешка · b6 чёрная пешка · e5 белый ферзь · b4 чёрный король · c4 белая пешка · f4 белый конь · g4 белая ладья · a3 белая ладья · d3 белый слон · b2 белая пешка · e2 чёрная пешка · h2 белый король | c8 чёрная ладья · f8 чёрный слон · g8 чёрная ладья · d7 чёрный слон · h7 чёрная пешка · b6 чёрная пешка · e5 белый ферзь · b4 чёрный король · c4 белая пешка · f4 белый конь · g4 белая ладья · a3 белая ладья · d3 белый слон · b2 белая пешка · e2 чёрная пешка · h2 белый король | c8 чёрная ладья · f8 чёрный слон · g8 чёрная ладья · d7 чёрный слон · h7 чёрная пешка · b6 чёрная пешка · e5 белый ферзь · b4 чёрный король · c4 белая пешка · f4 белый конь · g4 белая ладья · a3 белая ладья · d3 белый слон · b2 белая пешка · e2 чёрная пешка · h2 белый король | 7 |
| 6 | c8 чёрная ладья · f8 чёрный слон · g8 чёрная ладья · d7 чёрный слон · h7 чёрная пешка · b6 чёрная пешка · e5 белый ферзь · b4 чёрный король · c4 белая пешка · f4 белый конь · g4 белая ладья · a3 белая ладья · d3 белый слон · b2 белая пешка · e2 чёрная пешка · h2 белый король | c8 чёрная ладья · f8 чёрный слон · g8 чёрная ладья · d7 чёрный слон · h7 чёрная пешка · b6 чёрная пешка · e5 белый ферзь · b4 чёрный король · c4 белая пешка · f4 белый конь · g4 белая ладья · a3 белая ладья · d3 белый слон · b2 белая пешка · e2 чёрная пешка · h2 белый король | c8 чёрная ладья · f8 чёрный слон · g8 чёрная ладья · d7 чёрный слон · h7 чёрная пешка · b6 чёрная пешка · e5 белый ферзь · b4 чёрный король · c4 белая пешка · f4 белый конь · g4 белая ладья · a3 белая ладья · d3 белый слон · b2 белая пешка · e2 чёрная пешка · h2 белый король | c8 чёрная ладья · f8 чёрный слон · g8 чёрная ладья · d7 чёрный слон · h7 чёрная пешка · b6 чёрная пешка · e5 белый ферзь · b4 чёрный король · c4 белая пешка · f4 белый конь · g4 белая ладья · a3 белая ладья · d3 белый слон · b2 белая пешка · e2 чёрная пешка · h2 белый король | c8 чёрная ладья · f8 чёрный слон · g8 чёрная ладья · d7 чёрный слон · h7 чёрная пешка · b6 чёрная пешка · e5 белый ферзь · b4 чёрный король · c4 белая пешка · f4 белый конь · g4 белая ладья · a3 белая ладья · d3 белый слон · b2 белая пешка · e2 чёрная пешка · h2 белый король | c8 чёрная ладья · f8 чёрный слон · g8 чёрная ладья · d7 чёрный слон · h7 чёрная пешка · b6 чёрная пешка · e5 белый ферзь · b4 чёрный король · c4 белая пешка · f4 белый конь · g4 белая ладья · a3 белая ладья · d3 белый слон · b2 белая пешка · e2 чёрная пешка · h2 белый король | c8 чёрная ладья · f8 чёрный слон · g8 чёрная ладья · d7 чёрный слон · h7 чёрная пешка · b6 чёрная пешка · e5 белый ферзь · b4 чёрный король · c4 белая пешка · f4 белый конь · g4 белая ладья · a3 белая ладья · d3 белый слон · b2 белая пешка · e2 чёрная пешка · h2 белый король | c8 чёрная ладья · f8 чёрный слон · g8 чёрная ладья · d7 чёрный слон · h7 чёрная пешка · b6 чёрная пешка · e5 белый ферзь · b4 чёрный король · c4 белая пешка · f4 белый конь · g4 белая ладья · a3 белая ладья · d3 белый слон · b2 белая пешка · e2 чёрная пешка · h2 белый король | 6 |
| 5 | c8 чёрная ладья · f8 чёрный слон · g8 чёрная ладья · d7 чёрный слон · h7 чёрная пешка · b6 чёрная пешка · e5 белый ферзь · b4 чёрный король · c4 белая пешка · f4 белый конь · g4 белая ладья · a3 белая ладья · d3 белый слон · b2 белая пешка · e2 чёрная пешка · h2 белый король | c8 чёрная ладья · f8 чёрный слон · g8 чёрная ладья · d7 чёрный слон · h7 чёрная пешка · b6 чёрная пешка · e5 белый ферзь · b4 чёрный король · c4 белая пешка · f4 белый конь · g4 белая ладья · a3 белая ладья · d3 белый слон · b2 белая пешка · e2 чёрная пешка · h2 белый король | c8 чёрная ладья · f8 чёрный слон · g8 чёрная ладья · d7 чёрный слон · h7 чёрная пешка · b6 чёрная пешка · e5 белый ферзь · b4 чёрный король · c4 белая пешка · f4 белый конь · g4 белая ладья · a3 белая ладья · d3 белый слон · b2 белая пешка · e2 чёрная пешка · h2 белый король | c8 чёрная ладья · f8 чёрный слон · g8 чёрная ладья · d7 чёрный слон · h7 чёрная пешка · b6 чёрная пешка · e5 белый ферзь · b4 чёрный король · c4 белая пешка · f4 белый конь · g4 белая ладья · a3 белая ладья · d3 белый слон · b2 белая пешка · e2 чёрная пешка · h2 белый король | c8 чёрная ладья · f8 чёрный слон · g8 чёрная ладья · d7 чёрный слон · h7 чёрная пешка · b6 чёрная пешка · e5 белый ферзь · b4 чёрный король · c4 белая пешка · f4 белый конь · g4 белая ладья · a3 белая ладья · d3 белый слон · b2 белая пешка · e2 чёрная пешка · h2 белый король | c8 чёрная ладья · f8 чёрный слон · g8 чёрная ладья · d7 чёрный слон · h7 чёрная пешка · b6 чёрная пешка · e5 белый ферзь · b4 чёрный король · c4 белая пешка · f4 белый конь · g4 белая ладья · a3 белая ладья · d3 белый слон · b2 белая пешка · e2 чёрная пешка · h2 белый король | c8 чёрная ладья · f8 чёрный слон · g8 чёрная ладья · d7 чёрный слон · h7 чёрная пешка · b6 чёрная пешка · e5 белый ферзь · b4 чёрный король · c4 белая пешка · f4 белый конь · g4 белая ладья · a3 белая ладья · d3 белый слон · b2 белая пешка · e2 чёрная пешка · h2 белый король | c8 чёрная ладья · f8 чёрный слон · g8 чёрная ладья · d7 чёрный слон · h7 чёрная пешка · b6 чёрная пешка · e5 белый ферзь · b4 чёрный король · c4 белая пешка · f4 белый конь · g4 белая ладья · a3 белая ладья · d3 белый слон · b2 белая пешка · e2 чёрная пешка · h2 белый король | 5 |
| 4 | c8 чёрная ладья · f8 чёрный слон · g8 чёрная ладья · d7 чёрный слон · h7 чёрная пешка · b6 чёрная пешка · e5 белый ферзь · b4 чёрный король · c4 белая пешка · f4 белый конь · g4 белая ладья · a3 белая ладья · d3 белый слон · b2 белая пешка · e2 чёрная пешка · h2 белый король | c8 чёрная ладья · f8 чёрный слон · g8 чёрная ладья · d7 чёрный слон · h7 чёрная пешка · b6 чёрная пешка · e5 белый ферзь · b4 чёрный король · c4 белая пешка · f4 белый конь · g4 белая ладья · a3 белая ладья · d3 белый слон · b2 белая пешка · e2 чёрная пешка · h2 белый король | c8 чёрная ладья · f8 чёрный слон · g8 чёрная ладья · d7 чёрный слон · h7 чёрная пешка · b6 чёрная пешка · e5 белый ферзь · b4 чёрный король · c4 белая пешка · f4 белый конь · g4 белая ладья · a3 белая ладья · d3 белый слон · b2 белая пешка · e2 чёрная пешка · h2 белый король | c8 чёрная ладья · f8 чёрный слон · g8 чёрная ладья · d7 чёрный слон · h7 чёрная пешка · b6 чёрная пешка · e5 белый ферзь · b4 чёрный король · c4 белая пешка · f4 белый конь · g4 белая ладья · a3 белая ладья · d3 белый слон · b2 белая пешка · e2 чёрная пешка · h2 белый король | c8 чёрная ладья · f8 чёрный слон · g8 чёрная ладья · d7 чёрный слон · h7 чёрная пешка · b6 чёрная пешка · e5 белый ферзь · b4 чёрный король · c4 белая пешка · f4 белый конь · g4 белая ладья · a3 белая ладья · d3 белый слон · b2 белая пешка · e2 чёрная пешка · h2 белый король | c8 чёрная ладья · f8 чёрный слон · g8 чёрная ладья · d7 чёрный слон · h7 чёрная пешка · b6 чёрная пешка · e5 белый ферзь · b4 чёрный король · c4 белая пешка · f4 белый конь · g4 белая ладья · a3 белая ладья · d3 белый слон · b2 белая пешка · e2 чёрная пешка · h2 белый король | c8 чёрная ладья · f8 чёрный слон · g8 чёрная ладья · d7 чёрный слон · h7 чёрная пешка · b6 чёрная пешка · e5 белый ферзь · b4 чёрный король · c4 белая пешка · f4 белый конь · g4 белая ладья · a3 белая ладья · d3 белый слон · b2 белая пешка · e2 чёрная пешка · h2 белый король | c8 чёрная ладья · f8 чёрный слон · g8 чёрная ладья · d7 чёрный слон · h7 чёрная пешка · b6 чёрная пешка · e5 белый ферзь · b4 чёрный король · c4 белая пешка · f4 белый конь · g4 белая ладья · a3 белая ладья · d3 белый слон · b2 белая пешка · e2 чёрная пешка · h2 белый король | 4 |
| 3 | c8 чёрная ладья · f8 чёрный слон · g8 чёрная ладья · d7 чёрный слон · h7 чёрная пешка · b6 чёрная пешка · e5 белый ферзь · b4 чёрный король · c4 белая пешка · f4 белый конь · g4 белая ладья · a3 белая ладья · d3 белый слон · b2 белая пешка · e2 чёрная пешка · h2 белый король | c8 чёрная ладья · f8 чёрный слон · g8 чёрная ладья · d7 чёрный слон · h7 чёрная пешка · b6 чёрная пешка · e5 белый ферзь · b4 чёрный король · c4 белая пешка · f4 белый конь · g4 белая ладья · a3 белая ладья · d3 белый слон · b2 белая пешка · e2 чёрная пешка · h2 белый король | c8 чёрная ладья · f8 чёрный слон · g8 чёрная ладья · d7 чёрный слон · h7 чёрная пешка · b6 чёрная пешка · e5 белый ферзь · b4 чёрный король · c4 белая пешка · f4 белый конь · g4 белая ладья · a3 белая ладья · d3 белый слон · b2 белая пешка · e2 чёрная пешка · h2 белый король | c8 чёрная ладья · f8 чёрный слон · g8 чёрная ладья · d7 чёрный слон · h7 чёрная пешка · b6 чёрная пешка · e5 белый ферзь · b4 чёрный король · c4 белая пешка · f4 белый конь · g4 белая ладья · a3 белая ладья · d3 белый слон · b2 белая пешка · e2 чёрная пешка · h2 белый король | c8 чёрная ладья · f8 чёрный слон · g8 чёрная ладья · d7 чёрный слон · h7 чёрная пешка · b6 чёрная пешка · e5 белый ферзь · b4 чёрный король · c4 белая пешка · f4 белый конь · g4 белая ладья · a3 белая ладья · d3 белый слон · b2 белая пешка · e2 чёрная пешка · h2 белый король | c8 чёрная ладья · f8 чёрный слон · g8 чёрная ладья · d7 чёрный слон · h7 чёрная пешка · b6 чёрная пешка · e5 белый ферзь · b4 чёрный король · c4 белая пешка · f4 белый конь · g4 белая ладья · a3 белая ладья · d3 белый слон · b2 белая пешка · e2 чёрная пешка · h2 белый король | c8 чёрная ладья · f8 чёрный слон · g8 чёрная ладья · d7 чёрный слон · h7 чёрная пешка · b6 чёрная пешка · e5 белый ферзь · b4 чёрный король · c4 белая пешка · f4 белый конь · g4 белая ладья · a3 белая ладья · d3 белый слон · b2 белая пешка · e2 чёрная пешка · h2 белый король | c8 чёрная ладья · f8 чёрный слон · g8 чёрная ладья · d7 чёрный слон · h7 чёрная пешка · b6 чёрная пешка · e5 белый ферзь · b4 чёрный король · c4 белая пешка · f4 белый конь · g4 белая ладья · a3 белая ладья · d3 белый слон · b2 белая пешка · e2 чёрная пешка · h2 белый король | 3 |
| 2 | c8 чёрная ладья · f8 чёрный слон · g8 чёрная ладья · d7 чёрный слон · h7 чёрная пешка · b6 чёрная пешка · e5 белый ферзь · b4 чёрный король · c4 белая пешка · f4 белый конь · g4 белая ладья · a3 белая ладья · d3 белый слон · b2 белая пешка · e2 чёрная пешка · h2 белый король | c8 чёрная ладья · f8 чёрный слон · g8 чёрная ладья · d7 чёрный слон · h7 чёрная пешка · b6 чёрная пешка · e5 белый ферзь · b4 чёрный король · c4 белая пешка · f4 белый конь · g4 белая ладья · a3 белая ладья · d3 белый слон · b2 белая пешка · e2 чёрная пешка · h2 белый король | c8 чёрная ладья · f8 чёрный слон · g8 чёрная ладья · d7 чёрный слон · h7 чёрная пешка · b6 чёрная пешка · e5 белый ферзь · b4 чёрный король · c4 белая пешка · f4 белый конь · g4 белая ладья · a3 белая ладья · d3 белый слон · b2 белая пешка · e2 чёрная пешка · h2 белый король | c8 чёрная ладья · f8 чёрный слон · g8 чёрная ладья · d7 чёрный слон · h7 чёрная пешка · b6 чёрная пешка · e5 белый ферзь · b4 чёрный король · c4 белая пешка · f4 белый конь · g4 белая ладья · a3 белая ладья · d3 белый слон · b2 белая пешка · e2 чёрная пешка · h2 белый король | c8 чёрная ладья · f8 чёрный слон · g8 чёрная ладья · d7 чёрный слон · h7 чёрная пешка · b6 чёрная пешка · e5 белый ферзь · b4 чёрный король · c4 белая пешка · f4 белый конь · g4 белая ладья · a3 белая ладья · d3 белый слон · b2 белая пешка · e2 чёрная пешка · h2 белый король | c8 чёрная ладья · f8 чёрный слон · g8 чёрная ладья · d7 чёрный слон · h7 чёрная пешка · b6 чёрная пешка · e5 белый ферзь · b4 чёрный король · c4 белая пешка · f4 белый конь · g4 белая ладья · a3 белая ладья · d3 белый слон · b2 белая пешка · e2 чёрная пешка · h2 белый король | c8 чёрная ладья · f8 чёрный слон · g8 чёрная ладья · d7 чёрный слон · h7 чёрная пешка · b6 чёрная пешка · e5 белый ферзь · b4 чёрный король · c4 белая пешка · f4 белый конь · g4 белая ладья · a3 белая ладья · d3 белый слон · b2 белая пешка · e2 чёрная пешка · h2 белый король | c8 чёрная ладья · f8 чёрный слон · g8 чёрная ладья · d7 чёрный слон · h7 чёрная пешка · b6 чёрная пешка · e5 белый ферзь · b4 чёрный король · c4 белая пешка · f4 белый конь · g4 белая ладья · a3 белая ладья · d3 белый слон · b2 белая пешка · e2 чёрная пешка · h2 белый король | 2 |
| 1 | c8 чёрная ладья · f8 чёрный слон · g8 чёрная ладья · d7 чёрный слон · h7 чёрная пешка · b6 чёрная пешка · e5 белый ферзь · b4 чёрный король · c4 белая пешка · f4 белый конь · g4 белая ладья · a3 белая ладья · d3 белый слон · b2 белая пешка · e2 чёрная пешка · h2 белый король | c8 чёрная ладья · f8 чёрный слон · g8 чёрная ладья · d7 чёрный слон · h7 чёрная пешка · b6 чёрная пешка · e5 белый ферзь · b4 чёрный король · c4 белая пешка · f4 белый конь · g4 белая ладья · a3 белая ладья · d3 белый слон · b2 белая пешка · e2 чёрная пешка · h2 белый король | c8 чёрная ладья · f8 чёрный слон · g8 чёрная ладья · d7 чёрный слон · h7 чёрная пешка · b6 чёрная пешка · e5 белый ферзь · b4 чёрный король · c4 белая пешка · f4 белый конь · g4 белая ладья · a3 белая ладья · d3 белый слон · b2 белая пешка · e2 чёрная пешка · h2 белый король | c8 чёрная ладья · f8 чёрный слон · g8 чёрная ладья · d7 чёрный слон · h7 чёрная пешка · b6 чёрная пешка · e5 белый ферзь · b4 чёрный король · c4 белая пешка · f4 белый конь · g4 белая ладья · a3 белая ладья · d3 белый слон · b2 белая пешка · e2 чёрная пешка · h2 белый король | c8 чёрная ладья · f8 чёрный слон · g8 чёрная ладья · d7 чёрный слон · h7 чёрная пешка · b6 чёрная пешка · e5 белый ферзь · b4 чёрный король · c4 белая пешка · f4 белый конь · g4 белая ладья · a3 белая ладья · d3 белый слон · b2 белая пешка · e2 чёрная пешка · h2 белый король | c8 чёрная ладья · f8 чёрный слон · g8 чёрная ладья · d7 чёрный слон · h7 чёрная пешка · b6 чёрная пешка · e5 белый ферзь · b4 чёрный король · c4 белая пешка · f4 белый конь · g4 белая ладья · a3 белая ладья · d3 белый слон · b2 белая пешка · e2 чёрная пешка · h2 белый король | c8 чёрная ладья · f8 чёрный слон · g8 чёрная ладья · d7 чёрный слон · h7 чёрная пешка · b6 чёрная пешка · e5 белый ферзь · b4 чёрный король · c4 белая пешка · f4 белый конь · g4 белая ладья · a3 белая ладья · d3 белый слон · b2 белая пешка · e2 чёрная пешка · h2 белый король | c8 чёрная ладья · f8 чёрный слон · g8 чёрная ладья · d7 чёрный слон · h7 чёрная пешка · b6 чёрная пешка · e5 белый ферзь · b4 чёрный король · c4 белая пешка · f4 белый конь · g4 белая ладья · a3 белая ладья · d3 белый слон · b2 белая пешка · e2 чёрная пешка · h2 белый король | 1 |
|   | a | b | c | d | e | f | g | h |   |

1.С:e2? (угроза 2.Кd3#)

1...С:g4 2.Фb5#, но 1...Л:g4!
1.Сg6? (угр. 2.Кd3#)

1...Kр:c4 2.Кe6#[X], но 1...e1К!
1.Кe6?[Х] (угр. 2.Фc3#[D])

1...Cg7[b] 2.c5#[B],

1...C:e6 2.Фb5#, 1...Л:c4 2.Л:c4#, 1...e1Ф 2.Ф:e1#, но 1...Cd6!
1.Фd4?[A] (угр. 2.с5#[B]/Kd5#[C])

1...Лc5[a] 2.Фc3#[D],
 
1...Ce6 2.Ф:b6#, 1...Л:c4 2.Ф:c4#, но 1...Сa4!
1.c5![B] (угр. 2.Фd4#[A]/Фc3#[D])

1...Л:c5[a] 2.Kd5#[C],

1...Cg7[b] 2.Ke6#[X]
Пропагандируемая автором перемена функций ходов белых фигур «двойная угроза одной фазы — вступление и мат варианта в другой фазе» здесь представлена в двух фазах в удвоенном, симметричном виде (AD↔BC) в составе сложного многофазного комплекса.
|   | a | b | c | d | e | f | g | h |   |
| - | --- | --- | --- | --- | --- | --- | --- | --- | - |
| 8 | a8 чёрный король · e8 чёрный слон · a7 белая пешка · g7 чёрная пешка · b6 белый король · g6 белая пешка · a5 белый конь | a8 чёрный король · e8 чёрный слон · a7 белая пешка · g7 чёрная пешка · b6 белый король · g6 белая пешка · a5 белый конь | a8 чёрный король · e8 чёрный слон · a7 белая пешка · g7 чёрная пешка · b6 белый король · g6 белая пешка · a5 белый конь | a8 чёрный король · e8 чёрный слон · a7 белая пешка · g7 чёрная пешка · b6 белый король · g6 белая пешка · a5 белый конь | a8 чёрный король · e8 чёрный слон · a7 белая пешка · g7 чёрная пешка · b6 белый король · g6 белая пешка · a5 белый конь | a8 чёрный король · e8 чёрный слон · a7 белая пешка · g7 чёрная пешка · b6 белый король · g6 белая пешка · a5 белый конь | a8 чёрный король · e8 чёрный слон · a7 белая пешка · g7 чёрная пешка · b6 белый король · g6 белая пешка · a5 белый конь | a8 чёрный король · e8 чёрный слон · a7 белая пешка · g7 чёрная пешка · b6 белый король · g6 белая пешка · a5 белый конь | 8 |
| 7 | a8 чёрный король · e8 чёрный слон · a7 белая пешка · g7 чёрная пешка · b6 белый король · g6 белая пешка · a5 белый конь | a8 чёрный король · e8 чёрный слон · a7 белая пешка · g7 чёрная пешка · b6 белый король · g6 белая пешка · a5 белый конь | a8 чёрный король · e8 чёрный слон · a7 белая пешка · g7 чёрная пешка · b6 белый король · g6 белая пешка · a5 белый конь | a8 чёрный король · e8 чёрный слон · a7 белая пешка · g7 чёрная пешка · b6 белый король · g6 белая пешка · a5 белый конь | a8 чёрный король · e8 чёрный слон · a7 белая пешка · g7 чёрная пешка · b6 белый король · g6 белая пешка · a5 белый конь | a8 чёрный король · e8 чёрный слон · a7 белая пешка · g7 чёрная пешка · b6 белый король · g6 белая пешка · a5 белый конь | a8 чёрный король · e8 чёрный слон · a7 белая пешка · g7 чёрная пешка · b6 белый король · g6 белая пешка · a5 белый конь | a8 чёрный король · e8 чёрный слон · a7 белая пешка · g7 чёрная пешка · b6 белый король · g6 белая пешка · a5 белый конь | 7 |
| 6 | a8 чёрный король · e8 чёрный слон · a7 белая пешка · g7 чёрная пешка · b6 белый король · g6 белая пешка · a5 белый конь | a8 чёрный король · e8 чёрный слон · a7 белая пешка · g7 чёрная пешка · b6 белый король · g6 белая пешка · a5 белый конь | a8 чёрный король · e8 чёрный слон · a7 белая пешка · g7 чёрная пешка · b6 белый король · g6 белая пешка · a5 белый конь | a8 чёрный король · e8 чёрный слон · a7 белая пешка · g7 чёрная пешка · b6 белый король · g6 белая пешка · a5 белый конь | a8 чёрный король · e8 чёрный слон · a7 белая пешка · g7 чёрная пешка · b6 белый король · g6 белая пешка · a5 белый конь | a8 чёрный король · e8 чёрный слон · a7 белая пешка · g7 чёрная пешка · b6 белый король · g6 белая пешка · a5 белый конь | a8 чёрный король · e8 чёрный слон · a7 белая пешка · g7 чёрная пешка · b6 белый король · g6 белая пешка · a5 белый конь | a8 чёрный король · e8 чёрный слон · a7 белая пешка · g7 чёрная пешка · b6 белый король · g6 белая пешка · a5 белый конь | 6 |
| 5 | a8 чёрный король · e8 чёрный слон · a7 белая пешка · g7 чёрная пешка · b6 белый король · g6 белая пешка · a5 белый конь | a8 чёрный король · e8 чёрный слон · a7 белая пешка · g7 чёрная пешка · b6 белый король · g6 белая пешка · a5 белый конь | a8 чёрный король · e8 чёрный слон · a7 белая пешка · g7 чёрная пешка · b6 белый король · g6 белая пешка · a5 белый конь | a8 чёрный король · e8 чёрный слон · a7 белая пешка · g7 чёрная пешка · b6 белый король · g6 белая пешка · a5 белый конь | a8 чёрный король · e8 чёрный слон · a7 белая пешка · g7 чёрная пешка · b6 белый король · g6 белая пешка · a5 белый конь | a8 чёрный король · e8 чёрный слон · a7 белая пешка · g7 чёрная пешка · b6 белый король · g6 белая пешка · a5 белый конь | a8 чёрный король · e8 чёрный слон · a7 белая пешка · g7 чёрная пешка · b6 белый король · g6 белая пешка · a5 белый конь | a8 чёрный король · e8 чёрный слон · a7 белая пешка · g7 чёрная пешка · b6 белый король · g6 белая пешка · a5 белый конь | 5 |
| 4 | a8 чёрный король · e8 чёрный слон · a7 белая пешка · g7 чёрная пешка · b6 белый король · g6 белая пешка · a5 белый конь | a8 чёрный король · e8 чёрный слон · a7 белая пешка · g7 чёрная пешка · b6 белый король · g6 белая пешка · a5 белый конь | a8 чёрный король · e8 чёрный слон · a7 белая пешка · g7 чёрная пешка · b6 белый король · g6 белая пешка · a5 белый конь | a8 чёрный король · e8 чёрный слон · a7 белая пешка · g7 чёрная пешка · b6 белый король · g6 белая пешка · a5 белый конь | a8 чёрный король · e8 чёрный слон · a7 белая пешка · g7 чёрная пешка · b6 белый король · g6 белая пешка · a5 белый конь | a8 чёрный король · e8 чёрный слон · a7 белая пешка · g7 чёрная пешка · b6 белый король · g6 белая пешка · a5 белый конь | a8 чёрный король · e8 чёрный слон · a7 белая пешка · g7 чёрная пешка · b6 белый король · g6 белая пешка · a5 белый конь | a8 чёрный король · e8 чёрный слон · a7 белая пешка · g7 чёрная пешка · b6 белый король · g6 белая пешка · a5 белый конь | 4 |
| 3 | a8 чёрный король · e8 чёрный слон · a7 белая пешка · g7 чёрная пешка · b6 белый король · g6 белая пешка · a5 белый конь | a8 чёрный король · e8 чёрный слон · a7 белая пешка · g7 чёрная пешка · b6 белый король · g6 белая пешка · a5 белый конь | a8 чёрный король · e8 чёрный слон · a7 белая пешка · g7 чёрная пешка · b6 белый король · g6 белая пешка · a5 белый конь | a8 чёрный король · e8 чёрный слон · a7 белая пешка · g7 чёрная пешка · b6 белый король · g6 белая пешка · a5 белый конь | a8 чёрный король · e8 чёрный слон · a7 белая пешка · g7 чёрная пешка · b6 белый король · g6 белая пешка · a5 белый конь | a8 чёрный король · e8 чёрный слон · a7 белая пешка · g7 чёрная пешка · b6 белый король · g6 белая пешка · a5 белый конь | a8 чёрный король · e8 чёрный слон · a7 белая пешка · g7 чёрная пешка · b6 белый король · g6 белая пешка · a5 белый конь | a8 чёрный король · e8 чёрный слон · a7 белая пешка · g7 чёрная пешка · b6 белый король · g6 белая пешка · a5 белый конь | 3 |
| 2 | a8 чёрный король · e8 чёрный слон · a7 белая пешка · g7 чёрная пешка · b6 белый король · g6 белая пешка · a5 белый конь | a8 чёрный король · e8 чёрный слон · a7 белая пешка · g7 чёрная пешка · b6 белый король · g6 белая пешка · a5 белый конь | a8 чёрный король · e8 чёрный слон · a7 белая пешка · g7 чёрная пешка · b6 белый король · g6 белая пешка · a5 белый конь | a8 чёрный король · e8 чёрный слон · a7 белая пешка · g7 чёрная пешка · b6 белый король · g6 белая пешка · a5 белый конь | a8 чёрный король · e8 чёрный слон · a7 белая пешка · g7 чёрная пешка · b6 белый король · g6 белая пешка · a5 белый конь | a8 чёрный король · e8 чёрный слон · a7 белая пешка · g7 чёрная пешка · b6 белый король · g6 белая пешка · a5 белый конь | a8 чёрный король · e8 чёрный слон · a7 белая пешка · g7 чёрная пешка · b6 белый король · g6 белая пешка · a5 белый конь | a8 чёрный король · e8 чёрный слон · a7 белая пешка · g7 чёрная пешка · b6 белый король · g6 белая пешка · a5 белый конь | 2 |
| 1 | a8 чёрный король · e8 чёрный слон · a7 белая пешка · g7 чёрная пешка · b6 белый король · g6 белая пешка · a5 белый конь | a8 чёрный король · e8 чёрный слон · a7 белая пешка · g7 чёрная пешка · b6 белый король · g6 белая пешка · a5 белый конь | a8 чёрный король · e8 чёрный слон · a7 белая пешка · g7 чёрная пешка · b6 белый король · g6 белая пешка · a5 белый конь | a8 чёрный король · e8 чёрный слон · a7 белая пешка · g7 чёрная пешка · b6 белый король · g6 белая пешка · a5 белый конь | a8 чёрный король · e8 чёрный слон · a7 белая пешка · g7 чёрная пешка · b6 белый король · g6 белая пешка · a5 белый конь | a8 чёрный король · e8 чёрный слон · a7 белая пешка · g7 чёрная пешка · b6 белый король · g6 белая пешка · a5 белый конь | a8 чёрный король · e8 чёрный слон · a7 белая пешка · g7 чёрная пешка · b6 белый король · g6 белая пешка · a5 белый конь | a8 чёрный король · e8 чёрный слон · a7 белая пешка · g7 чёрная пешка · b6 белый король · g6 белая пешка · a5 белый конь | 1 |
|   | a | b | c | d | e | f | g | h |   |

1.Kc4? Cc6! 2.Ke3 Ce4! (2.Kd6 Cd7!)

1.Kb7? Cb5! 2.Kc5 Cc4! в этих случаях пешку g7 взять на 6-м ходу не удастся
1.Kb3! Cb5 2.Kd4 Cd7

(2...Cc4 3.Kf5 — 4.K:g7)

3.Ke2 Ce6 4.Kf4 Cd5 5.Kh5 по сравнению с начальной позицией конь оказался на противоположном краю доски 5...Ce6 6.K:g7
- 6...Cd7 7.Kh5 Ce6 8.Kf6 Cf7 9.g7 цугцванг Ce8 10.Kd5 — 11.Kc7#, 9...Cd5 10.Ke8 — 11.Kc7#

7...Cb5 8.Kf6 Cc6 9.g7 (— 10.g8Ф+) Ce8 10.Kd5, 9...Cd5 10.Ke8
- 6...Cf7 7.Kf5 (7.Kh5? C:g6) Ce6 8.Kd4!
8.Kd6? Cd7 9.g7 Ce8!
8.g7? Cf7 9.Kd4 Cc4!
8...Cd7 9.g7 (— 10.g8Ф+) Ce8 10.Ke6 — 11.Kc7#, 9...Cc8 10.Kb5 — 11.Kc7#

|   | a | b | c | d | e | f | g | h |   |
| - | --- | --- | --- | --- | --- | --- | --- | --- | - |
| 8 | f8 чёрный слон · a7 чёрная пешка · c6 чёрная пешка · d6 чёрная пешка · e6 чёрная пешка · b5 белая ладья · g5 белый слон · h5 чёрная пешка · b4 чёрный конь · d4 чёрный король · g3 белый король · c2 белый слон · d2 чёрная пешка · e2 чёрный ферзь · g2 чёрный слон · g1 чёрная ладья | f8 чёрный слон · a7 чёрная пешка · c6 чёрная пешка · d6 чёрная пешка · e6 чёрная пешка · b5 белая ладья · g5 белый слон · h5 чёрная пешка · b4 чёрный конь · d4 чёрный король · g3 белый король · c2 белый слон · d2 чёрная пешка · e2 чёрный ферзь · g2 чёрный слон · g1 чёрная ладья | f8 чёрный слон · a7 чёрная пешка · c6 чёрная пешка · d6 чёрная пешка · e6 чёрная пешка · b5 белая ладья · g5 белый слон · h5 чёрная пешка · b4 чёрный конь · d4 чёрный король · g3 белый король · c2 белый слон · d2 чёрная пешка · e2 чёрный ферзь · g2 чёрный слон · g1 чёрная ладья | f8 чёрный слон · a7 чёрная пешка · c6 чёрная пешка · d6 чёрная пешка · e6 чёрная пешка · b5 белая ладья · g5 белый слон · h5 чёрная пешка · b4 чёрный конь · d4 чёрный король · g3 белый король · c2 белый слон · d2 чёрная пешка · e2 чёрный ферзь · g2 чёрный слон · g1 чёрная ладья | f8 чёрный слон · a7 чёрная пешка · c6 чёрная пешка · d6 чёрная пешка · e6 чёрная пешка · b5 белая ладья · g5 белый слон · h5 чёрная пешка · b4 чёрный конь · d4 чёрный король · g3 белый король · c2 белый слон · d2 чёрная пешка · e2 чёрный ферзь · g2 чёрный слон · g1 чёрная ладья | f8 чёрный слон · a7 чёрная пешка · c6 чёрная пешка · d6 чёрная пешка · e6 чёрная пешка · b5 белая ладья · g5 белый слон · h5 чёрная пешка · b4 чёрный конь · d4 чёрный король · g3 белый король · c2 белый слон · d2 чёрная пешка · e2 чёрный ферзь · g2 чёрный слон · g1 чёрная ладья | f8 чёрный слон · a7 чёрная пешка · c6 чёрная пешка · d6 чёрная пешка · e6 чёрная пешка · b5 белая ладья · g5 белый слон · h5 чёрная пешка · b4 чёрный конь · d4 чёрный король · g3 белый король · c2 белый слон · d2 чёрная пешка · e2 чёрный ферзь · g2 чёрный слон · g1 чёрная ладья | f8 чёрный слон · a7 чёрная пешка · c6 чёрная пешка · d6 чёрная пешка · e6 чёрная пешка · b5 белая ладья · g5 белый слон · h5 чёрная пешка · b4 чёрный конь · d4 чёрный король · g3 белый король · c2 белый слон · d2 чёрная пешка · e2 чёрный ферзь · g2 чёрный слон · g1 чёрная ладья | 8 |
| 7 | f8 чёрный слон · a7 чёрная пешка · c6 чёрная пешка · d6 чёрная пешка · e6 чёрная пешка · b5 белая ладья · g5 белый слон · h5 чёрная пешка · b4 чёрный конь · d4 чёрный король · g3 белый король · c2 белый слон · d2 чёрная пешка · e2 чёрный ферзь · g2 чёрный слон · g1 чёрная ладья | f8 чёрный слон · a7 чёрная пешка · c6 чёрная пешка · d6 чёрная пешка · e6 чёрная пешка · b5 белая ладья · g5 белый слон · h5 чёрная пешка · b4 чёрный конь · d4 чёрный король · g3 белый король · c2 белый слон · d2 чёрная пешка · e2 чёрный ферзь · g2 чёрный слон · g1 чёрная ладья | f8 чёрный слон · a7 чёрная пешка · c6 чёрная пешка · d6 чёрная пешка · e6 чёрная пешка · b5 белая ладья · g5 белый слон · h5 чёрная пешка · b4 чёрный конь · d4 чёрный король · g3 белый король · c2 белый слон · d2 чёрная пешка · e2 чёрный ферзь · g2 чёрный слон · g1 чёрная ладья | f8 чёрный слон · a7 чёрная пешка · c6 чёрная пешка · d6 чёрная пешка · e6 чёрная пешка · b5 белая ладья · g5 белый слон · h5 чёрная пешка · b4 чёрный конь · d4 чёрный король · g3 белый король · c2 белый слон · d2 чёрная пешка · e2 чёрный ферзь · g2 чёрный слон · g1 чёрная ладья | f8 чёрный слон · a7 чёрная пешка · c6 чёрная пешка · d6 чёрная пешка · e6 чёрная пешка · b5 белая ладья · g5 белый слон · h5 чёрная пешка · b4 чёрный конь · d4 чёрный король · g3 белый король · c2 белый слон · d2 чёрная пешка · e2 чёрный ферзь · g2 чёрный слон · g1 чёрная ладья | f8 чёрный слон · a7 чёрная пешка · c6 чёрная пешка · d6 чёрная пешка · e6 чёрная пешка · b5 белая ладья · g5 белый слон · h5 чёрная пешка · b4 чёрный конь · d4 чёрный король · g3 белый король · c2 белый слон · d2 чёрная пешка · e2 чёрный ферзь · g2 чёрный слон · g1 чёрная ладья | f8 чёрный слон · a7 чёрная пешка · c6 чёрная пешка · d6 чёрная пешка · e6 чёрная пешка · b5 белая ладья · g5 белый слон · h5 чёрная пешка · b4 чёрный конь · d4 чёрный король · g3 белый король · c2 белый слон · d2 чёрная пешка · e2 чёрный ферзь · g2 чёрный слон · g1 чёрная ладья | f8 чёрный слон · a7 чёрная пешка · c6 чёрная пешка · d6 чёрная пешка · e6 чёрная пешка · b5 белая ладья · g5 белый слон · h5 чёрная пешка · b4 чёрный конь · d4 чёрный король · g3 белый король · c2 белый слон · d2 чёрная пешка · e2 чёрный ферзь · g2 чёрный слон · g1 чёрная ладья | 7 |
| 6 | f8 чёрный слон · a7 чёрная пешка · c6 чёрная пешка · d6 чёрная пешка · e6 чёрная пешка · b5 белая ладья · g5 белый слон · h5 чёрная пешка · b4 чёрный конь · d4 чёрный король · g3 белый король · c2 белый слон · d2 чёрная пешка · e2 чёрный ферзь · g2 чёрный слон · g1 чёрная ладья | f8 чёрный слон · a7 чёрная пешка · c6 чёрная пешка · d6 чёрная пешка · e6 чёрная пешка · b5 белая ладья · g5 белый слон · h5 чёрная пешка · b4 чёрный конь · d4 чёрный король · g3 белый король · c2 белый слон · d2 чёрная пешка · e2 чёрный ферзь · g2 чёрный слон · g1 чёрная ладья | f8 чёрный слон · a7 чёрная пешка · c6 чёрная пешка · d6 чёрная пешка · e6 чёрная пешка · b5 белая ладья · g5 белый слон · h5 чёрная пешка · b4 чёрный конь · d4 чёрный король · g3 белый король · c2 белый слон · d2 чёрная пешка · e2 чёрный ферзь · g2 чёрный слон · g1 чёрная ладья | f8 чёрный слон · a7 чёрная пешка · c6 чёрная пешка · d6 чёрная пешка · e6 чёрная пешка · b5 белая ладья · g5 белый слон · h5 чёрная пешка · b4 чёрный конь · d4 чёрный король · g3 белый король · c2 белый слон · d2 чёрная пешка · e2 чёрный ферзь · g2 чёрный слон · g1 чёрная ладья | f8 чёрный слон · a7 чёрная пешка · c6 чёрная пешка · d6 чёрная пешка · e6 чёрная пешка · b5 белая ладья · g5 белый слон · h5 чёрная пешка · b4 чёрный конь · d4 чёрный король · g3 белый король · c2 белый слон · d2 чёрная пешка · e2 чёрный ферзь · g2 чёрный слон · g1 чёрная ладья | f8 чёрный слон · a7 чёрная пешка · c6 чёрная пешка · d6 чёрная пешка · e6 чёрная пешка · b5 белая ладья · g5 белый слон · h5 чёрная пешка · b4 чёрный конь · d4 чёрный король · g3 белый король · c2 белый слон · d2 чёрная пешка · e2 чёрный ферзь · g2 чёрный слон · g1 чёрная ладья | f8 чёрный слон · a7 чёрная пешка · c6 чёрная пешка · d6 чёрная пешка · e6 чёрная пешка · b5 белая ладья · g5 белый слон · h5 чёрная пешка · b4 чёрный конь · d4 чёрный король · g3 белый король · c2 белый слон · d2 чёрная пешка · e2 чёрный ферзь · g2 чёрный слон · g1 чёрная ладья | f8 чёрный слон · a7 чёрная пешка · c6 чёрная пешка · d6 чёрная пешка · e6 чёрная пешка · b5 белая ладья · g5 белый слон · h5 чёрная пешка · b4 чёрный конь · d4 чёрный король · g3 белый король · c2 белый слон · d2 чёрная пешка · e2 чёрный ферзь · g2 чёрный слон · g1 чёрная ладья | 6 |
| 5 | f8 чёрный слон · a7 чёрная пешка · c6 чёрная пешка · d6 чёрная пешка · e6 чёрная пешка · b5 белая ладья · g5 белый слон · h5 чёрная пешка · b4 чёрный конь · d4 чёрный король · g3 белый король · c2 белый слон · d2 чёрная пешка · e2 чёрный ферзь · g2 чёрный слон · g1 чёрная ладья | f8 чёрный слон · a7 чёрная пешка · c6 чёрная пешка · d6 чёрная пешка · e6 чёрная пешка · b5 белая ладья · g5 белый слон · h5 чёрная пешка · b4 чёрный конь · d4 чёрный король · g3 белый король · c2 белый слон · d2 чёрная пешка · e2 чёрный ферзь · g2 чёрный слон · g1 чёрная ладья | f8 чёрный слон · a7 чёрная пешка · c6 чёрная пешка · d6 чёрная пешка · e6 чёрная пешка · b5 белая ладья · g5 белый слон · h5 чёрная пешка · b4 чёрный конь · d4 чёрный король · g3 белый король · c2 белый слон · d2 чёрная пешка · e2 чёрный ферзь · g2 чёрный слон · g1 чёрная ладья | f8 чёрный слон · a7 чёрная пешка · c6 чёрная пешка · d6 чёрная пешка · e6 чёрная пешка · b5 белая ладья · g5 белый слон · h5 чёрная пешка · b4 чёрный конь · d4 чёрный король · g3 белый король · c2 белый слон · d2 чёрная пешка · e2 чёрный ферзь · g2 чёрный слон · g1 чёрная ладья | f8 чёрный слон · a7 чёрная пешка · c6 чёрная пешка · d6 чёрная пешка · e6 чёрная пешка · b5 белая ладья · g5 белый слон · h5 чёрная пешка · b4 чёрный конь · d4 чёрный король · g3 белый король · c2 белый слон · d2 чёрная пешка · e2 чёрный ферзь · g2 чёрный слон · g1 чёрная ладья | f8 чёрный слон · a7 чёрная пешка · c6 чёрная пешка · d6 чёрная пешка · e6 чёрная пешка · b5 белая ладья · g5 белый слон · h5 чёрная пешка · b4 чёрный конь · d4 чёрный король · g3 белый король · c2 белый слон · d2 чёрная пешка · e2 чёрный ферзь · g2 чёрный слон · g1 чёрная ладья | f8 чёрный слон · a7 чёрная пешка · c6 чёрная пешка · d6 чёрная пешка · e6 чёрная пешка · b5 белая ладья · g5 белый слон · h5 чёрная пешка · b4 чёрный конь · d4 чёрный король · g3 белый король · c2 белый слон · d2 чёрная пешка · e2 чёрный ферзь · g2 чёрный слон · g1 чёрная ладья | f8 чёрный слон · a7 чёрная пешка · c6 чёрная пешка · d6 чёрная пешка · e6 чёрная пешка · b5 белая ладья · g5 белый слон · h5 чёрная пешка · b4 чёрный конь · d4 чёрный король · g3 белый король · c2 белый слон · d2 чёрная пешка · e2 чёрный ферзь · g2 чёрный слон · g1 чёрная ладья | 5 |
| 4 | f8 чёрный слон · a7 чёрная пешка · c6 чёрная пешка · d6 чёрная пешка · e6 чёрная пешка · b5 белая ладья · g5 белый слон · h5 чёрная пешка · b4 чёрный конь · d4 чёрный король · g3 белый король · c2 белый слон · d2 чёрная пешка · e2 чёрный ферзь · g2 чёрный слон · g1 чёрная ладья | f8 чёрный слон · a7 чёрная пешка · c6 чёрная пешка · d6 чёрная пешка · e6 чёрная пешка · b5 белая ладья · g5 белый слон · h5 чёрная пешка · b4 чёрный конь · d4 чёрный король · g3 белый король · c2 белый слон · d2 чёрная пешка · e2 чёрный ферзь · g2 чёрный слон · g1 чёрная ладья | f8 чёрный слон · a7 чёрная пешка · c6 чёрная пешка · d6 чёрная пешка · e6 чёрная пешка · b5 белая ладья · g5 белый слон · h5 чёрная пешка · b4 чёрный конь · d4 чёрный король · g3 белый король · c2 белый слон · d2 чёрная пешка · e2 чёрный ферзь · g2 чёрный слон · g1 чёрная ладья | f8 чёрный слон · a7 чёрная пешка · c6 чёрная пешка · d6 чёрная пешка · e6 чёрная пешка · b5 белая ладья · g5 белый слон · h5 чёрная пешка · b4 чёрный конь · d4 чёрный король · g3 белый король · c2 белый слон · d2 чёрная пешка · e2 чёрный ферзь · g2 чёрный слон · g1 чёрная ладья | f8 чёрный слон · a7 чёрная пешка · c6 чёрная пешка · d6 чёрная пешка · e6 чёрная пешка · b5 белая ладья · g5 белый слон · h5 чёрная пешка · b4 чёрный конь · d4 чёрный король · g3 белый король · c2 белый слон · d2 чёрная пешка · e2 чёрный ферзь · g2 чёрный слон · g1 чёрная ладья | f8 чёрный слон · a7 чёрная пешка · c6 чёрная пешка · d6 чёрная пешка · e6 чёрная пешка · b5 белая ладья · g5 белый слон · h5 чёрная пешка · b4 чёрный конь · d4 чёрный король · g3 белый король · c2 белый слон · d2 чёрная пешка · e2 чёрный ферзь · g2 чёрный слон · g1 чёрная ладья | f8 чёрный слон · a7 чёрная пешка · c6 чёрная пешка · d6 чёрная пешка · e6 чёрная пешка · b5 белая ладья · g5 белый слон · h5 чёрная пешка · b4 чёрный конь · d4 чёрный король · g3 белый король · c2 белый слон · d2 чёрная пешка · e2 чёрный ферзь · g2 чёрный слон · g1 чёрная ладья | f8 чёрный слон · a7 чёрная пешка · c6 чёрная пешка · d6 чёрная пешка · e6 чёрная пешка · b5 белая ладья · g5 белый слон · h5 чёрная пешка · b4 чёрный конь · d4 чёрный король · g3 белый король · c2 белый слон · d2 чёрная пешка · e2 чёрный ферзь · g2 чёрный слон · g1 чёрная ладья | 4 |
| 3 | f8 чёрный слон · a7 чёрная пешка · c6 чёрная пешка · d6 чёрная пешка · e6 чёрная пешка · b5 белая ладья · g5 белый слон · h5 чёрная пешка · b4 чёрный конь · d4 чёрный король · g3 белый король · c2 белый слон · d2 чёрная пешка · e2 чёрный ферзь · g2 чёрный слон · g1 чёрная ладья | f8 чёрный слон · a7 чёрная пешка · c6 чёрная пешка · d6 чёрная пешка · e6 чёрная пешка · b5 белая ладья · g5 белый слон · h5 чёрная пешка · b4 чёрный конь · d4 чёрный король · g3 белый король · c2 белый слон · d2 чёрная пешка · e2 чёрный ферзь · g2 чёрный слон · g1 чёрная ладья | f8 чёрный слон · a7 чёрная пешка · c6 чёрная пешка · d6 чёрная пешка · e6 чёрная пешка · b5 белая ладья · g5 белый слон · h5 чёрная пешка · b4 чёрный конь · d4 чёрный король · g3 белый король · c2 белый слон · d2 чёрная пешка · e2 чёрный ферзь · g2 чёрный слон · g1 чёрная ладья | f8 чёрный слон · a7 чёрная пешка · c6 чёрная пешка · d6 чёрная пешка · e6 чёрная пешка · b5 белая ладья · g5 белый слон · h5 чёрная пешка · b4 чёрный конь · d4 чёрный король · g3 белый король · c2 белый слон · d2 чёрная пешка · e2 чёрный ферзь · g2 чёрный слон · g1 чёрная ладья | f8 чёрный слон · a7 чёрная пешка · c6 чёрная пешка · d6 чёрная пешка · e6 чёрная пешка · b5 белая ладья · g5 белый слон · h5 чёрная пешка · b4 чёрный конь · d4 чёрный король · g3 белый король · c2 белый слон · d2 чёрная пешка · e2 чёрный ферзь · g2 чёрный слон · g1 чёрная ладья | f8 чёрный слон · a7 чёрная пешка · c6 чёрная пешка · d6 чёрная пешка · e6 чёрная пешка · b5 белая ладья · g5 белый слон · h5 чёрная пешка · b4 чёрный конь · d4 чёрный король · g3 белый король · c2 белый слон · d2 чёрная пешка · e2 чёрный ферзь · g2 чёрный слон · g1 чёрная ладья | f8 чёрный слон · a7 чёрная пешка · c6 чёрная пешка · d6 чёрная пешка · e6 чёрная пешка · b5 белая ладья · g5 белый слон · h5 чёрная пешка · b4 чёрный конь · d4 чёрный король · g3 белый король · c2 белый слон · d2 чёрная пешка · e2 чёрный ферзь · g2 чёрный слон · g1 чёрная ладья | f8 чёрный слон · a7 чёрная пешка · c6 чёрная пешка · d6 чёрная пешка · e6 чёрная пешка · b5 белая ладья · g5 белый слон · h5 чёрная пешка · b4 чёрный конь · d4 чёрный король · g3 белый король · c2 белый слон · d2 чёрная пешка · e2 чёрный ферзь · g2 чёрный слон · g1 чёрная ладья | 3 |
| 2 | f8 чёрный слон · a7 чёрная пешка · c6 чёрная пешка · d6 чёрная пешка · e6 чёрная пешка · b5 белая ладья · g5 белый слон · h5 чёрная пешка · b4 чёрный конь · d4 чёрный король · g3 белый король · c2 белый слон · d2 чёрная пешка · e2 чёрный ферзь · g2 чёрный слон · g1 чёрная ладья | f8 чёрный слон · a7 чёрная пешка · c6 чёрная пешка · d6 чёрная пешка · e6 чёрная пешка · b5 белая ладья · g5 белый слон · h5 чёрная пешка · b4 чёрный конь · d4 чёрный король · g3 белый король · c2 белый слон · d2 чёрная пешка · e2 чёрный ферзь · g2 чёрный слон · g1 чёрная ладья | f8 чёрный слон · a7 чёрная пешка · c6 чёрная пешка · d6 чёрная пешка · e6 чёрная пешка · b5 белая ладья · g5 белый слон · h5 чёрная пешка · b4 чёрный конь · d4 чёрный король · g3 белый король · c2 белый слон · d2 чёрная пешка · e2 чёрный ферзь · g2 чёрный слон · g1 чёрная ладья | f8 чёрный слон · a7 чёрная пешка · c6 чёрная пешка · d6 чёрная пешка · e6 чёрная пешка · b5 белая ладья · g5 белый слон · h5 чёрная пешка · b4 чёрный конь · d4 чёрный король · g3 белый король · c2 белый слон · d2 чёрная пешка · e2 чёрный ферзь · g2 чёрный слон · g1 чёрная ладья | f8 чёрный слон · a7 чёрная пешка · c6 чёрная пешка · d6 чёрная пешка · e6 чёрная пешка · b5 белая ладья · g5 белый слон · h5 чёрная пешка · b4 чёрный конь · d4 чёрный король · g3 белый король · c2 белый слон · d2 чёрная пешка · e2 чёрный ферзь · g2 чёрный слон · g1 чёрная ладья | f8 чёрный слон · a7 чёрная пешка · c6 чёрная пешка · d6 чёрная пешка · e6 чёрная пешка · b5 белая ладья · g5 белый слон · h5 чёрная пешка · b4 чёрный конь · d4 чёрный король · g3 белый король · c2 белый слон · d2 чёрная пешка · e2 чёрный ферзь · g2 чёрный слон · g1 чёрная ладья | f8 чёрный слон · a7 чёрная пешка · c6 чёрная пешка · d6 чёрная пешка · e6 чёрная пешка · b5 белая ладья · g5 белый слон · h5 чёрная пешка · b4 чёрный конь · d4 чёрный король · g3 белый король · c2 белый слон · d2 чёрная пешка · e2 чёрный ферзь · g2 чёрный слон · g1 чёрная ладья | f8 чёрный слон · a7 чёрная пешка · c6 чёрная пешка · d6 чёрная пешка · e6 чёрная пешка · b5 белая ладья · g5 белый слон · h5 чёрная пешка · b4 чёрный конь · d4 чёрный король · g3 белый король · c2 белый слон · d2 чёрная пешка · e2 чёрный ферзь · g2 чёрный слон · g1 чёрная ладья | 2 |
| 1 | f8 чёрный слон · a7 чёрная пешка · c6 чёрная пешка · d6 чёрная пешка · e6 чёрная пешка · b5 белая ладья · g5 белый слон · h5 чёрная пешка · b4 чёрный конь · d4 чёрный король · g3 белый король · c2 белый слон · d2 чёрная пешка · e2 чёрный ферзь · g2 чёрный слон · g1 чёрная ладья | f8 чёрный слон · a7 чёрная пешка · c6 чёрная пешка · d6 чёрная пешка · e6 чёрная пешка · b5 белая ладья · g5 белый слон · h5 чёрная пешка · b4 чёрный конь · d4 чёрный король · g3 белый король · c2 белый слон · d2 чёрная пешка · e2 чёрный ферзь · g2 чёрный слон · g1 чёрная ладья | f8 чёрный слон · a7 чёрная пешка · c6 чёрная пешка · d6 чёрная пешка · e6 чёрная пешка · b5 белая ладья · g5 белый слон · h5 чёрная пешка · b4 чёрный конь · d4 чёрный король · g3 белый король · c2 белый слон · d2 чёрная пешка · e2 чёрный ферзь · g2 чёрный слон · g1 чёрная ладья | f8 чёрный слон · a7 чёрная пешка · c6 чёрная пешка · d6 чёрная пешка · e6 чёрная пешка · b5 белая ладья · g5 белый слон · h5 чёрная пешка · b4 чёрный конь · d4 чёрный король · g3 белый король · c2 белый слон · d2 чёрная пешка · e2 чёрный ферзь · g2 чёрный слон · g1 чёрная ладья | f8 чёрный слон · a7 чёрная пешка · c6 чёрная пешка · d6 чёрная пешка · e6 чёрная пешка · b5 белая ладья · g5 белый слон · h5 чёрная пешка · b4 чёрный конь · d4 чёрный король · g3 белый король · c2 белый слон · d2 чёрная пешка · e2 чёрный ферзь · g2 чёрный слон · g1 чёрная ладья | f8 чёрный слон · a7 чёрная пешка · c6 чёрная пешка · d6 чёрная пешка · e6 чёрная пешка · b5 белая ладья · g5 белый слон · h5 чёрная пешка · b4 чёрный конь · d4 чёрный король · g3 белый король · c2 белый слон · d2 чёрная пешка · e2 чёрный ферзь · g2 чёрный слон · g1 чёрная ладья | f8 чёрный слон · a7 чёрная пешка · c6 чёрная пешка · d6 чёрная пешка · e6 чёрная пешка · b5 белая ладья · g5 белый слон · h5 чёрная пешка · b4 чёрный конь · d4 чёрный король · g3 белый король · c2 белый слон · d2 чёрная пешка · e2 чёрный ферзь · g2 чёрный слон · g1 чёрная ладья | f8 чёрный слон · a7 чёрная пешка · c6 чёрная пешка · d6 чёрная пешка · e6 чёрная пешка · b5 белая ладья · g5 белый слон · h5 чёрная пешка · b4 чёрный конь · d4 чёрный король · g3 белый король · c2 белый слон · d2 чёрная пешка · e2 чёрный ферзь · g2 чёрный слон · g1 чёрная ладья | 1 |
|   | a | b | c | d | e | f | g | h |   |

a)
 
1.Ф:b5 Cb3 2.Kpc5 Ce3#

1.Kd5 C:d2 2.Kpe5 Cc3#
b) на g5 — белая ладья

1.K:c2 Лg4+ 2.Kpd3 Лb3#

1.Фd3+ Kpf2 2.Kpe4 Л:b4#
Взятие или перекрытие белой фигуры на первом ходу позволяет чёрным на втором ходу пойти королём на линию, которую контролировала эта белая фигура.
Правильные маты.